# N'Dinga Mbote
N'Dinga Mbote (Kinshasa, Congo-Kinshasa, 11 de septiembre de 1966) es un exfutbolista de la República Democrática del Congo que jugaba en la posición de centrocampista.

## Carrera

### Club
| Periodo   | Club              |
| --------- | ----------------- |
| 1983-1986 | AS Vita Club      |
| 1986-1996 | Vitória Guimarães |
| 1998-2001 | AS Vita Club      |
| 2003      | BH Toronto        |

### Selección nacional
Jugó para Zaire en 21 ocasiones de 1984 a 1996 y anotó cuatro goles; participó en cuatro ediciones de la Copa Africana de Naciones.

### Escándalo
Mbote fue la razón de un escándalo en la liga portuguesa que involucraba al Académica de Coimbra, ya que en la temporada 1987–88 el Académica descendió luego de que no prosperara una apelación por su alineación irregular en un partido. A causa de esa batalla judicial, ambos equipos no se relacionaron entre sí por varias décadas.

## Logros
- Supercopa de Portugal (1): 1988
- Copa de la República Democrática del Congo (1): 2001